# 分子納米技術

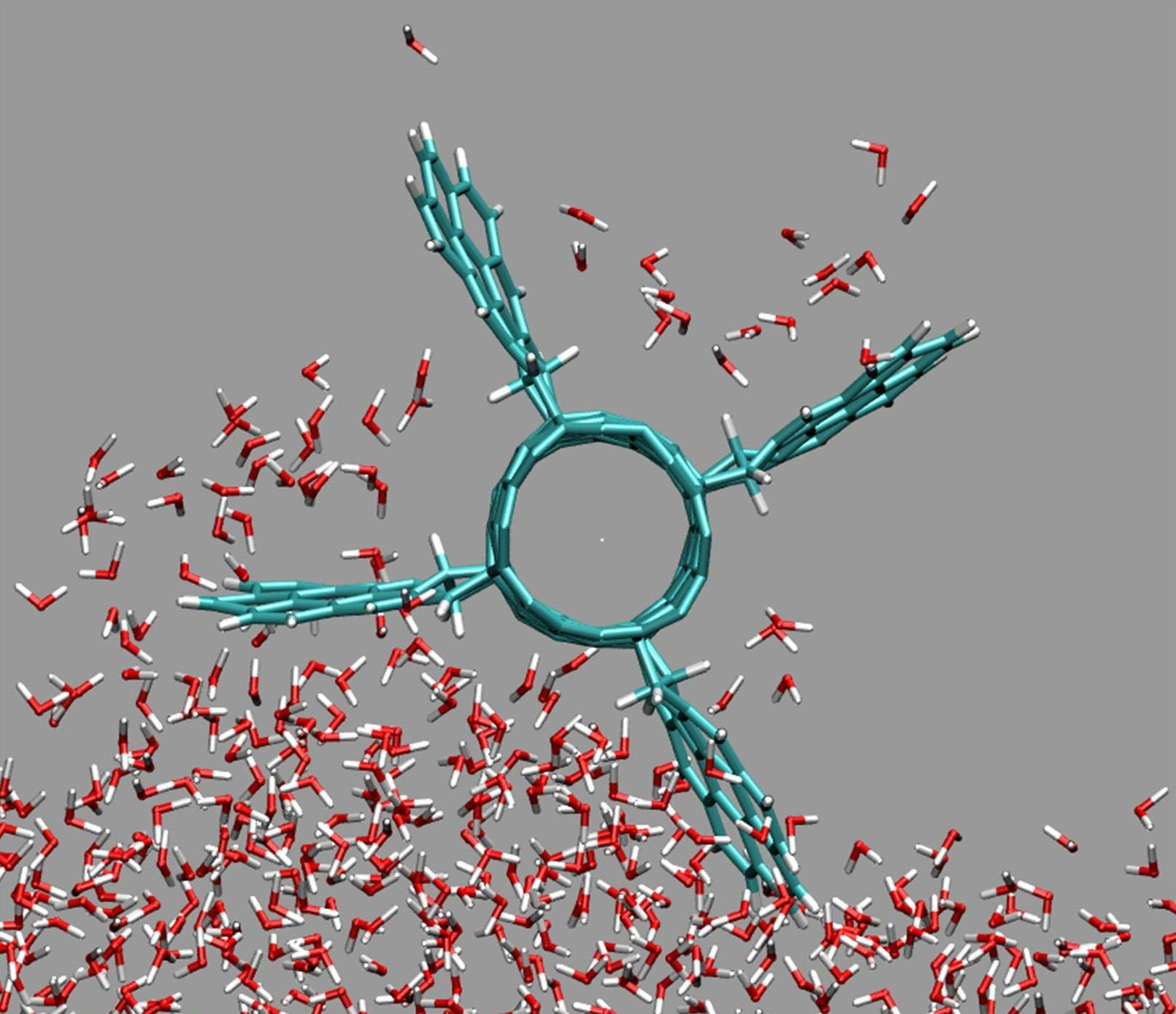
分子推進器，一種由於其特殊形狀而在旋轉時可以推動流體的分子。

分子納米技術 (英語：Molecular nanotechnology, 缩写: MNT) 是一種基於通過機械合成將結構構建為複雜的、原子規格的能力的技術。  這與納米材料不同。 基於理查德·費曼 (Richard Feynman) 的微型工廠使用納米機器構建複雜產品（包括額外的納米機器）的願景，這種先進形式的納米技術（或分子製造）將利用由分子機器系統引導的位置控制機械合成。 分子納米技術將涉及將生物物理學、化學、其他納米技術和生命分子機制所證明的物理原理與現代大型工廠中發現的系統工程原理相結合。